# Adelphobates quinquevittatus
Adelphobates quinquevittatus, nach alternativer Taxonomie auch als Dendrobates quinquevittatus klassifiziert, ist ein Froschlurch aus der Familie der Baumsteigerfrösche (Dendrobatidae).

## Merkmale
Adelphobates quinquevittatus gehört zu den kleinen Baumsteigerfröschen mit einer maximalen Körperlänge von etwa 16 mm. Die Grundfarbe des Tieres ist ein glänzendes Lackschwarz mit drei weißen Streifen auf der Oberseite und zweien auf der Unterseite. Die Beine sind grau, grünlich oder orange mit schwarzen Punkten. Die Variabilität innerhalb der Art ist sehr gering.

## Verbreitung
Das Verbreitungsgebiet von Adelphobates quinquevittatus liegt verteilt im Grenzgebiet von Brasilien und Peru südlich des Amazonas. Die Terra typica der Erstbeschreibung war Salto de Jirau im Bundesstaat Rondônia, Brasilien.

## Lebensweise
Adelphobates quinquevittatus ist tagaktiv. Er hält sich vor allem im Laub des Bodengrundes oder in niedrigen Höhen auf, nur sehr selten ist er in höheren Bäumen zu finden. Er ist ein Insektenfresser und ernährt sich vor allem von Ameisen und Termiten.
Während der Paarungszeit rufen die Männchen nach den Weibchen; diese können keine Rufe abgeben. Nach dem Schlupf der Kaulquappen nach 10 bis 14 Tagen werden diese von der Mutter einzeln in kleine Wasseransammlungen, beispielsweise in Baumhöhlen (Phytotelmata) oder Nussschalen verfrachtet, wo sie sich von Insektenlarven, anderen Kaulquappen und Pflanzenmaterial ernähren.

## Systematik
Adelphobates quinquevittatus wurde ursprünglich als Art der Gattung Dendrobates beschrieben. Die Gattung Adelphobates wurde 2006 von Grant et al. im Rahmen einer umfassenden Revision der Baumsteigerfrösche eingeführt.
A. quinquevittatus wurde als Dendrobates quinquevittatus lange Zeit als Sammelname für unterschiedliche Arten genutzt und umfasste unterschiedliche Dendrobates-Arten Brasiliens, Perus und Ecuadors. Nach der Identifizierung einzelner Arten wurden diese gemeinsam in einen Artkomplex gestellt und als Dendrobates quinquevittatus s. l. bezeichnet. 1990 erfolgte eine Neubeschreibung der Art und damit eine deutliche Abgrenzung gegenüber anderen Arten; in der gleichen Veröffentlichung wurde auch A. castaneoticus (ehemals D. castaneoticus) erstmals beschrieben und in die Verwandtschaft von A. quinquevittatus sowie D. ventrimaculatus, heute Ranitomeya ventrimaculata, gestellt. Letztere wurde 2003 durch genetische Untersuchungen von den heutigen Adelphobates-Arten abgegrenzt, zugleich wurde der vorher im Verwandtschaftsbereich von Dendrobates tinctorius vermutete A. galactonotus der Gruppe zugeschlagen.

## Gefährdung
Adelphobates quinquevittatus wird aufgrund seines relativ weiten Verbreitungsgebietes und der angenommenen großen Population in der Roten Liste der IUCN als nicht gefährdet („Least Concern“) eingestuft.